# Паредес, Мариса
Мари́са Паре́дес (исп. Marisa Paredes, полное имя María Luisa Paredes Bartolomé; 3 апреля 1946[…], Мадрид — 17 декабря 2024[…], Мадрид) — испанская актриса театра и кино.

## Биография
В 1959 году поступила в Школу драматического искусства в Мадриде. В 1962 году дебютировала на сцене, играла в пьесах Шекспира, Чехова, Артура Миллера, Беккета. Начала сниматься в 1960 году (в полицейском телесериале), участвовала с тех пор более чем в 100 фильмах. Наиболее известна ролями в картинах Педро Альмодовара. В 2000—2003 годах возглавляла Испанскую академию кинематографических искусств и наук.
Муж — режиссёр и сценарист Антонио Исаси-Исасменди (род. в 1927). Дочь Мария Исаси (род. в 1975) также стала актрисой.
Паредес умерла 17 декабря 2024 года в Мадриде в возрасте 78 лет.

## Избранная фильмография
- 1980 — Opera prima (Фернандо Труэба)
- 1983 — Нескромное обаяние порока (Педро Альмодовар)
- 1987 — В стеклянной клетке (Агустин Вильяронга)
- 1991 — Высокие каблуки (Педро Альмодовар, премия лучшей актрисе на фестивале в Картахене, на фестивале в Грамадо, Бразилия, Святой Георгий на фестивале в Барселоне)
- 1992 — Zwischensaison (Даниэль Шмид, исполнила роль Сары Бернар)
- 1992 — Голем, дух изгнанья (Амос Гитай)
- 1995 — Цветок моей тайны (Педро Альмодовар, премия лучшей актрисе на Кинофестивале в Карловых Варах, Святой Георгий на фестивале в Барселоне, номинация на премию «Гойя»)
- 1996 — Трое мертвецов и один живой (Рауль Руис)
- 1996 — Кроваво-красный (Артуро Рипштейн)
- 1997 — Доктор Случай (Франсуа-Жак Осан)
- 1997 — Жизнь прекрасна (Роберто Бениньи)
- 1999 — Всё о моей матери (Педро Альмодовар) — «Дымка»
- 1999 — Полковнику никто не пишет (Артуро Рипштейн, по Маркесу)
- 1999 — Йонас и Лила, до завтра (Ален Таннер)
- 2001 — Хребет дьявола (Гильермо дель Торо)
- 2002 — Поговори с ней (Педро Альмодовар)
- 2003 — В красном свете заката (Эдгардо Козаринский)
- 2005 — Волшебное зеркало (Мануэл де Оливейра)
- 2010 — Деревянный бог (Висенте Молина Фойш)
- 2011 — Кожа, в которой я живу (Педро Альмодовар)

## Признание
Лауреат премии Министерства культуры Испании (1996) и многочисленных других наград. Член жюри Берлинского МКФ (2000). Возглавляла Испанскую академию киноискусства (2000—2003). Лауреат Премии «Гойя» за заслуги за 2018 год. Лауреат премии Fotogramas de Plata («Серебряные видеокадры») за творческий вклад (2015), в номинациях «Лучшая театральная актриса» (2006) и «Лучшая киноактриса» (1995, 1991).